# Gastrália

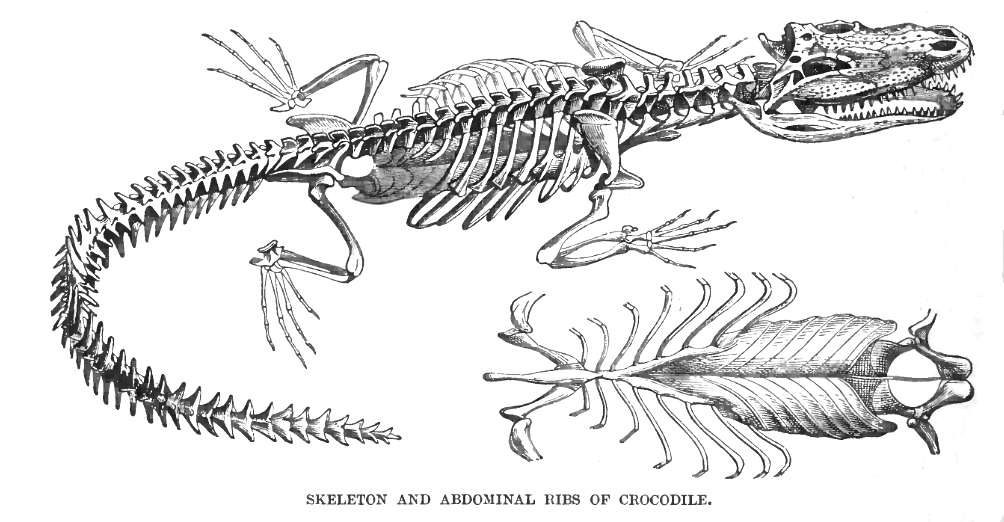
Costelas abdominais de crocodilianos modificadas em gastrálias.

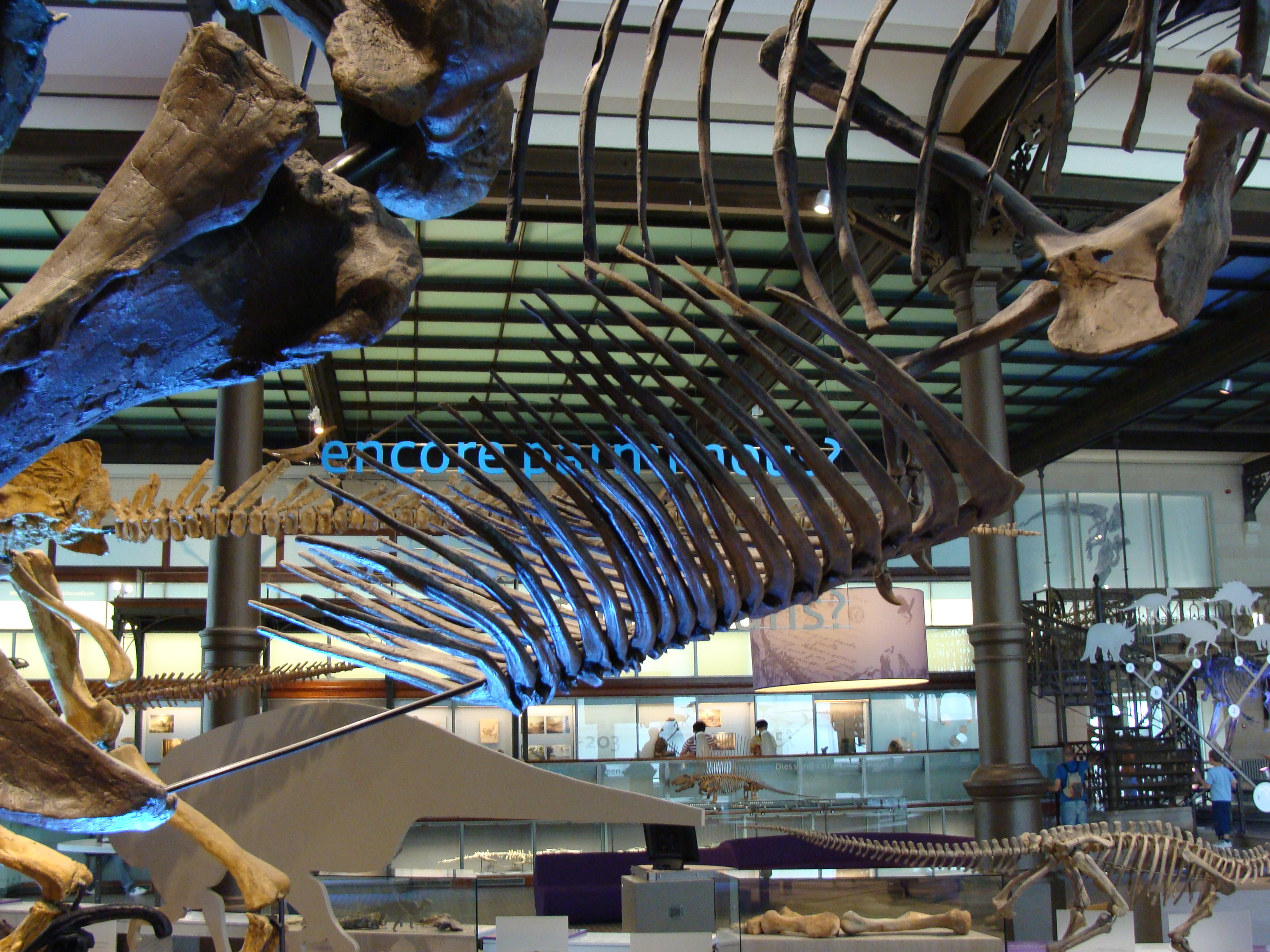
Detalhe da gastrália do Tyrannosaurus rex no Royal Belgian Institute of Natural Sciences.

Gastrália (singular gastralium) é um conjunto de ossos, encontrado nos crocodilos e tuatara, também conhecida como costela abdominal.

## Caracterização
As gastrálias situam-se posteriormente ao esterno em alguns vertebrados e são derivadas de elementos esqueléticos. São restritas às laterais da parede ventral do corpo entre a pélvis e o esterno, não possuindo articulações com as vértebras. Diferente do esterno e das costelas, as gastrálias são de origem dérmica. Consistem de aproximadamente 8 a 21 segmentos metaméricos, sendo que cada um deles consiste de quatro ossos: dois mediais e dois laterais.
São típicas de Archosauromorpha (entre eles crocodilos e alguns dinossauros como o Aerosteon), mas também existem em lagartos e tuataras (Sphenodon).

## Funções
Servem como sistema esquelético acessório sendo um local para inserção muscular e suporte das vísceras. Podem também ter afetado a forma e o volume do corpo dos terópodas, como por exemplo, o Aerosteon, e funcionado como componente acessório no processo de respiração, aumentando o volume dos pulmões.
A descoberta de gastrálias pneumatizadas em Aerosteon foi de extrema importância, pois foi o primeiro registro em dinossauros não-aviários. O Aerosteon fornece, atualmente, a melhor evidência para sacos aéreos e divertículos intra e extratorácico baseado na invasão pneumática da fúrcula, ílio e gastrália em dinossauros não-aviários.
A aspiração gastrálica está ligada à geração de pequenas diferenças de pressão entre os divertículos craniais e caudais do pulmão. Isso pode ter sido importante para a evolução do pulmão com fluxo de ar unidirecional aviário.

## Origem
Escamas dérmicas ventrais na região abdominal de labirintodontes antecedem a gastrália funcionalmente e talvez deram ascensão a elas anatomicamente. Por sua vez, essas escamas dérmicas estão provavelmente relacionadas com escamas ventrais de ancestrais rhipidistianos. Assim como a gastrália, essas escamas abdominais ajudaram no suporte das vísceras.
Gastrálias aparentemente são um caráter plesiomórfico em tetrápodas e, possivelmente, derivaram da parte ventral do tronco dos peixes Sarcopterygii. Não são encontradas, entretanto, em aves e mamíferos.
Em peixes e outros vertebrados, a derme exibe um ponto potencial para a produção de derivados esqueléticos, como a gastrália, independentemente em diferentes linhagens filogenéticas. Por causa das múltiplas, mas, independentes derivações da derme a utilização do termo gastrália seria melhor empregado se referindo apenas a elementos da costela na região abdominal e não ser usado para designar todos os ossos dérmicos da região abdominal.